# Camila (album)
Camila er det eponyme debutsoloalbum af den cubanske-amerikanske sanger og sangskriver Camila Cabello. Den blev udgivet den 12. januar 2018 gennem Epic Records og Syco. Arbejdet på albummet begyndte i januar 2017, efter Cabellos afgang fra pigegruppen Fifth Harmony.